# Чумаково (Новосибирская область)
Чумаково — село в Куйбышевском районе Новосибирской области. Административный центр Чумаковского сельсовета. 

## География
Расположено на берегу реки Омь на северо-западе Новосибирской области на расстоянии 60 км от районного центра и 425 км от областного. Площадь села — 219 гектаров.

## Население
| 1959 | 2002  | 2007  | 2010  |
| ---- | ----- | ----- | ----- |
| 2093 | ↘1225 | ↗1281 | ↘1099 |

## История
В 1939—63 годах Чумаково было центром Михайловского района.
Чумаковский сельсовет образован  в 1930 году.

## Инфраструктура
В селе по данным на 2007 год функционируют 1 учреждение здравоохранения и 3 учреждения образования.

## Достопримечательности
В селе находится памятник погибшим землякам.

## Известные люди
В селе родились:
- Плитченко, Александр Иванович (1943—1997) — русский поэт, писатель второй половины XX в.
- Бобков, Юрий Иванович (род. 1951) — актёр и режиссёр, заслуженный артист Российской Федерации.

В селе умерли:
- Кедра Митрей (1892—1949) — российский и советский удмуртский писатель, находясь в ссылке.